# Piero Cari
Mart Piero Cari Velarde (Tacna, 21 de agosto de 2007) es un futbolista peruano. Juega como centrocampista y su equipo actual es el Alianza Lima de la Liga 1 de Perú.

## Trayectoria
Inicia su carrera en Natividad de Tacna, disputando la Copa Perú con tan solo quince años. Posteriormente, en 2024, pasó a formar parte de las divisiones menores del Alianza Lima, destacando en el Torneo de Reservas 2024 y en el Torneo Élite Federación Oro Sub-17. En enero de 2025, firmó su primer contrato profesional con el club y debutó el 29 de marzo del mismo año en un encuentro frente a ADT en Tarma, ingresando en el minuto 31 del segundo tiempo.

## Estadísticas

### Clubes
Actualizado al último partido disputado: 28 de julio de 2025.
| Club                | Div.                | Temporada           | Liga  | Liga  | Liga   | Copas nacionales | Copas nacionales | Copas nacionales | Copas internacionales | Copas internacionales | Copas internacionales | Total | Total | Total  |
| Club                | Div.                | Temporada           | Part. | Goles | Asist. | Part.            | Goles            | Asist.           | Part.                 | Goles                 | Asist.                | Part. | Goles | Asist. |
| ------------------- | ------------------- | ------------------- | ----- | ----- | ------ | ---------------- | ---------------- | ---------------- | --------------------- | --------------------- | --------------------- | ----- | ----- | ------ |
| Alianza Lima · Perú | 1.ª                 | 2025                | 11    | 0     | 1      | -                | -                | -                | 5                     | 0                     | 1                     | 16    | 0     | 2      |
| Alianza Lima · Perú | Total club          | Total club          | 11    | 0     | 1      | -                | -                | -                | 5                     | 0                     | 1                     | 16    | 0     | 2      |
| Total de la carrera | Total de la carrera | Total de la carrera | 11    | 0     | 1      | -                | -                | -                | 5                     | 0                     | 1                     | 16    | 0     | 2      |